# ショコラーテ・コン・ピメンタ
『ショコラーテ・コン・ピメンタ』（ポルトガル語: Chocolate com Pimenta）は、ブラジルのテレビドラマ。ヘジ・グローボで2003年9月8日から2004年5月7日まで放送された。

## 登場人物
アナ・フランシスカ・マリアーノ・ダ・シルバ・アルブケルケ（アニーニャ）
演：マリアナ・シメネス
ダニーロ・アルブケルケ
演：ムリロ・ベニシオ